# Prepona circumviolacea
Prepona circumviolacea är en fjärilsart som beskrevs av Le Moult 1932. Prepona circumviolacea ingår i släktet Prepona och familjen praktfjärilar. Inga underarter finns listade i Catalogue of Life.